# Світова група II Кубка Федерації 2008
Світова група II 2008 — змагання другого найвищого рівня в рамках Кубка Федерації 2008. Збірні, що перемогли в цих чотирьох матчах, потрапили до плей-оф Світової групи, а збірні, що зазнали поразки, мусили взяти участь у плей-оф Світової групи II.

## Україна — Бельгія
| Україна UKR 3 | Локомотив, Харків (Україна) 2–3 лютого 2008 Червоний ґрунт (закритий) | Локомотив, Харків (Україна) 2–3 лютого 2008 Червоний ґрунт (закритий) | Бельгія BEL 2 |     |     |  |
| \| \| \| \| 1 \| 2 \| 3 \| \| \| - \| --------------- \| -------------------------------------------------------------------- \| ---- \| --- \| --- \| \| \| 1 \| Україна Бельгія \| Альона Бондаренко Кірстен Фліпкенс \| 6 1 \| 6 2 \| \| \| \| 2 \| Україна Бельгія \| Катерина Бондаренко Яніна Вікмаєр \| 65 7 \| 1 6 \| \| \| \| 3 \| Україна Бельгія \| Альона Бондаренко Яніна Вікмаєр \| 3 6 \| 4 6 \| \| \| \| 4 \| Україна Бельгія \| Катерина Бондаренко Тамарін Гендлер \| 4 6 \| 6 4 \| 6 1 \| \| \| 5 \| Україна Бельгія \| Альона Бондаренко / Катерина Бондаренко Кароліне Мас / Яніна Вікмаєр \| 6 2 \| 6 3 \| \| \| |                                                                       |                                                                       |               |     |     |  |
| |                                                                       |                                                                       | 1             | 2   | 3   |  |
| 1 | Україна Бельгія                                                       | Альона Бондаренко Кірстен Фліпкенс                                    | 6 1           | 6 2 |     |  |
| 2 | Україна Бельгія                                                       | Катерина Бондаренко Яніна Вікмаєр                                     | 65 7          | 1 6 |     |  |
| 3 | Україна Бельгія                                                       | Альона Бондаренко Яніна Вікмаєр                                       | 3 6           | 4 6 |     |  |
| 4 | Україна Бельгія                                                       | Катерина Бондаренко Тамарін Гендлер                                   | 4 6           | 6 4 | 6 1 |  |
| 5 | Україна Бельгія                                                       | Альона Бондаренко / Катерина Бондаренко Кароліне Мас / Яніна Вікмаєр  | 6 2           | 6 3 |     |  |

## Японія — Хорватія
| Японія JPN 4 | Beans Dome, Мікі (Японія) 2–3 лютого 2008 Decoturf (закритий) | Beans Dome, Мікі (Японія) 2–3 лютого 2008 Decoturf (закритий) | Хорватія CRO 1 |     |     |  |
| \| \| \| \| 1 \| 2 \| 3 \| \| \| - \| --------------- \| ----------------------------------------------------- \| --- \| --- \| --- \| \| \| 1 \| Японія Хорватія \| Морігамі Акіко Ніка Ожегович \| 2 6 \| 7 5 \| 6 1 \| \| \| 2 \| Японія Хорватія \| Накамура Айко Єлена Костанич-Тошич \| 3 6 \| 6 3 \| 3 6 \| \| \| 3 \| Японія Хорватія \| Морігамі Акіко Єлена Костанич-Тошич \| 6 1 \| 6 2 \| \| \| \| 4 \| Японія Хорватія \| Накамура Айко Ніка Ожегович \| 6 0 \| 4 6 \| 6 2 \| \| \| 5 \| Японія Хорватія \| Фудзівара Ріка / Моріта Аюмі Петра Мартич / Ана Врлич \| 6 2 \| 6 3 \| \| \| |                                                               |                                                               |                |     |     |  |
| |                                                               |                                                               | 1              | 2   | 3   |  |
| 1 | Японія Хорватія                                               | Морігамі Акіко Ніка Ожегович                                  | 2 6            | 7 5 | 6 1 |  |
| 2 | Японія Хорватія                                               | Накамура Айко Єлена Костанич-Тошич                            | 3 6            | 6 3 | 3 6 |  |
| 3 | Японія Хорватія                                               | Морігамі Акіко Єлена Костанич-Тошич                           | 6 1            | 6 2 |     |  |
| 4 | Японія Хорватія                                               | Накамура Айко Ніка Ожегович                                   | 6 0            | 4 6 | 6 2 |  |
| 5 | Японія Хорватія                                               | Фудзівара Ріка / Моріта Аюмі Петра Мартич / Ана Врлич         | 6 2            | 6 3 |     |  |

## Чехія — Словаччина
| Чехія CZE 3 | Brno Exhibition Center, Брно (Чехія) 2–3 лютого 2008 Supreme carpet (закритий) | Brno Exhibition Center, Брно (Чехія) 2–3 лютого 2008 Supreme carpet (закритий) | Словаччина SVK 2 |     |     |  |
| \| \| \| \| 1 \| 2 \| 3 \| \| \| - \| ---------------- \| -------------------------------------------------------------------- \| --- \| --- \| --- \| \| \| 1 \| Чехія Словаччина \| Петра Цетковська Домініка Цібулкова \| 5 7 \| 3 6 \| \| \| \| 2 \| Чехія Словаччина \| Ніколь Вайдішова Магдалена Рибарикова \| 7 5 \| 6 4 \| \| \| \| 3 \| Чехія Словаччина \| Ніколь Вайдішова Домініка Цібулкова \| 3 6 \| 6 3 \| 6 1 \| \| \| 4 \| Чехія Словаччина \| Петра Цетковська Магдалена Рибарикова \| 4 6 \| 3 6 \| \| \| \| 5 \| Чехія Словаччина \| Ніколь Вайдішова / Квета Пешке Домініка Цібулкова / Жанетта Гусарова \| 6 1 \| 2 6 \| 6 4 \| \| |                                                                                |                                                                                |                  |     |     |  |
| |                                                                                |                                                                                | 1                | 2   | 3   |  |
| 1 | Чехія Словаччина                                                               | Петра Цетковська Домініка Цібулкова                                            | 5 7              | 3 6 |     |  |
| 2 | Чехія Словаччина                                                               | Ніколь Вайдішова Магдалена Рибарикова                                          | 7 5              | 6 4 |     |  |
| 3 | Чехія Словаччина                                                               | Ніколь Вайдішова Домініка Цібулкова                                            | 3 6              | 6 3 | 6 1 |  |
| 4 | Чехія Словаччина                                                               | Петра Цетковська Магдалена Рибарикова                                          | 4 6              | 3 6 |     |  |
| 5 | Чехія Словаччина                                                               | Ніколь Вайдішова / Квета Пешке Домініка Цібулкова / Жанетта Гусарова           | 6 1              | 2 6 | 6 4 |  |

## Аргентина — Австрія
| Аргентина ARG 4 | Estadio Parque Roca, Буенос Айрес (Аргентина) 2–3 лютого 2008 Червоний ґрунт (відкритий) | Estadio Parque Roca, Буенос Айрес (Аргентина) 2–3 лютого 2008 Червоний ґрунт (відкритий) | Австрія AUT 1 |     |     |  |
| \| \| \| \| 1 \| 2 \| 3 \| \| \| - \| ----------------- \| -------------------------------------------------------------- \| ---- \| --- \| --- \| \| \| 1 \| Аргентина Австрія \| Хорхеліна Краверо Івонн Мейсбургер \| 7 64 \| 6 3 \| \| \| \| 2 \| Аргентина Австрія \| Марія Емілія Салерні Мелані Клаффнер \| 6 2 \| 3 6 \| 5 7 \| \| \| 3 \| Аргентина Австрія \| Марія Емілія Салерні Патріція Майр \| 7 5 \| 3 6 \| 6 2 \| \| \| 4 \| Аргентина Австрія \| Хорхеліна Краверо Мелані Клаффнер \| 6 4 \| 6 4 \| \| \| \| 5 \| Аргентина Австрія \| Марія Ірігоєн / Бетіна Йосамі Івонн Мейсбургер / Барбара Шварц \| 6 1 \| 4 6 \| 6 3 \| \| |                                                                                          |                                                                                          |               |     |     |  |
| |                                                                                          |                                                                                          | 1             | 2   | 3   |  |
| 1 | Аргентина Австрія                                                                        | Хорхеліна Краверо Івонн Мейсбургер                                                       | 7 64          | 6 3 |     |  |
| 2 | Аргентина Австрія                                                                        | Марія Емілія Салерні Мелані Клаффнер                                                     | 6 2           | 3 6 | 5 7 |  |
| 3 | Аргентина Австрія                                                                        | Марія Емілія Салерні Патріція Майр                                                       | 7 5           | 3 6 | 6 2 |  |
| 4 | Аргентина Австрія                                                                        | Хорхеліна Краверо Мелані Клаффнер                                                        | 6 4           | 6 4 |     |  |
| 5 | Аргентина Австрія                                                                        | Марія Ірігоєн / Бетіна Йосамі Івонн Мейсбургер / Барбара Шварц                           | 6 1           | 4 6 | 6 3 |  |